# Княгиня (Ужгородський район)
Княги́ня — село в Україні, в Ужгородському районі Закарпатської області. Населення становить 242 осіб (2021 рік). Орган місцевого самоврядування — Стричавська сільська рада. Розташоване на підвищеній місцевості під хребтом Стінка (1019 м).

## Історія
Згадується вперше у 1602 році та в грамотах 1770—1772 років під іменем Kniahynicza, що походить від назви місцевої гори.
Інші назви: 1773-Knyahinya, 1851-Knyahinya, 1913- Csillagfalva.
9 червня 1866 року тут випав метеорний дощ. Було зібрано до тисячі масивних метеоритних уламків. Найбільший уламок княгининського метеорита (при падінні він розколовся навпіл), загальною вагою майже 250 кг, зберігається в природничому музеї у Відні.
Через рідкісне природне явище (падіння у 1866 році метеорита) село стало відомим в усій Європі. До наших днів зберігся опис цієї події, очивидем якої був чеський урядовець Антонін Покорни — інспектор державних лісів у Великому Березному: «В той день, 9 червня 1866 року, — описує очивидець, — я перебував у Княгині по службових справах. Метеорит зі страшним гурчанням і вогненним спалахом впав у західній околиці села під хребтом Стінка. Шматки метеориту розсипалися на значні площі. Один з таких уламків завбільшки з людську голову я відправив цісарю Францу Йосифу. Він нині зберігається у Віденському державному музеї».
У податкових списках 1588 року опубліковане одне шолтеське господарство, яке користувалося половинним наділом, на кілька родин, що оселилися тут у 1585—1568 роках, і маючи пільги, надані переселенцям, не підлягали оподаткуванню.
В 1631 році в селі проживали дві шолтеські родини, сім кріпацьких та 21 желярська родина.
Церква Різдва пр. богородиці. 1840.
У Княгині 1751 роком згадується дерев'яна церква святого Миколая Чудотворця, яка мала два дзвони. Сучасна мурована типова базилічна церква Різдва Пресвятої Богородиці споруждена у 1840 році. Біля церкви 1905 року встановлено кам'яний хрест.
Будували її жителі трьох сіл — Княгині, Домашина та Стричави, а каміння возили з Кам'яниці. У 1934 р. церкву оновлювали майстри з Великого Березного. Останній ремонт і перемалювання стін та ікон відбулося у 1987 р.

## Населення
Згідно з переписом УРСР 1989 року чисельність наявного населення села становила 304 особи, з яких 134 чоловіки та 170 жінок.
За переписом населення України 2001 року в селі мешкало 315 осіб.

### Мова
Розподіл населення за рідною мовою за даними перепису 2001 року:
| Мова       | Чисельність | Відсоток |
| ---------- | ----------- | -------- |
| українська | 314         | 98,43%   |
| російська  | 3           | 0,94%    |
| румунська  | 2           | 0,63%    |
| Усього     | 319         | 100%     |

Розподіл населення за рідною мовою за даними перепису 2021 року:
| Мова       | Відсоток |
| ---------- | -------- |
| українська | 99,59 %  |
| російська  | 0,41 %   |

## Туристичні місця
- 9 червня 1866 року тут випав метеорний дощ. Було зібрано до тисячі масивних метеоритних уламків. Найбільший уламок княгининського метеорита (при падінні він розколовся навпіл), загальною вагою майже 250 кг, зберігається в природничому музеї у Відні.
-  храм Різдва пр. богородиці. 1840.